# Javier de Bengoechea
Javier de Bengoechea Niebla (Bilbao, 1919 - Guecho, 2009) fue un poeta español. Consiguió el premio Adonais en 1955 por Hombre en forma de elegía. Otras obras del autor son Habitada claridad (1951), Fiesta nacional (1951) y Pinturas y escrituras (1994). A finales de 2006, la Universidad del País Vasco editó, bajo el título A lo largo del viaje, su poesía completa.
Un ejemplo representativo de su poesía puede ser "Pequeño relato":

Llegó la guerra. Izamos / los buenos la esperanza. / Después tres años. Luego, / más años y más lágrimas. / Que aunque los buenos ganen, / la muerte es la que gana. / Para matar no importa / el color de la bala. Sobre colores, mucho / hay escrito en mi patria, / pero a mí se me han ido / los colores del alma. / (Señor, aquellos ayes... / Y aquellas madrugadas... / Que no hablen las cunetas. / Que se callen las tapias.) / Llegó la paz. Y era / una paloma blanca, / con un millón de muertos / colgando de sus alas.